# 라트하우스 광장

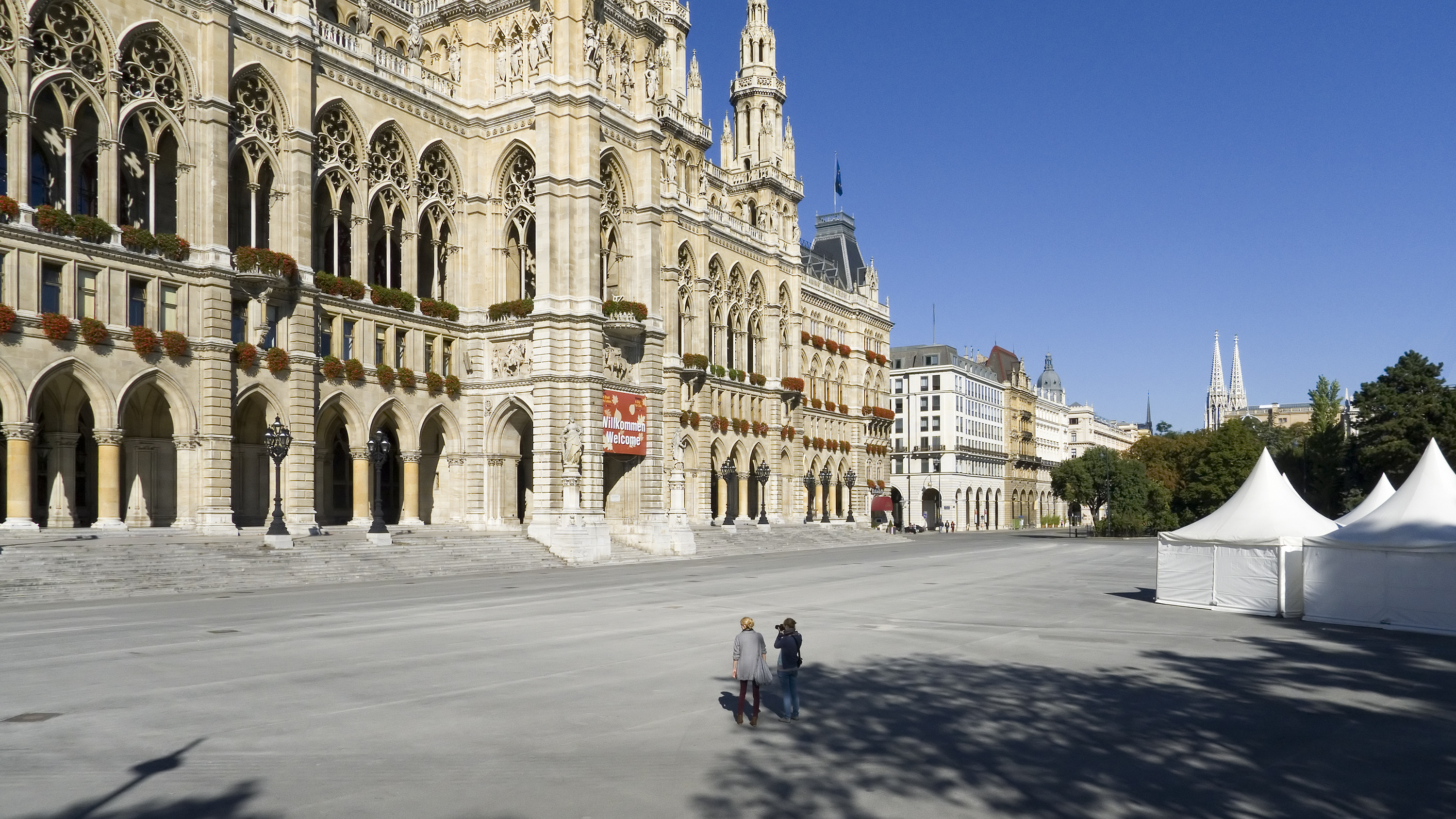
라트하우스 광장의 모습

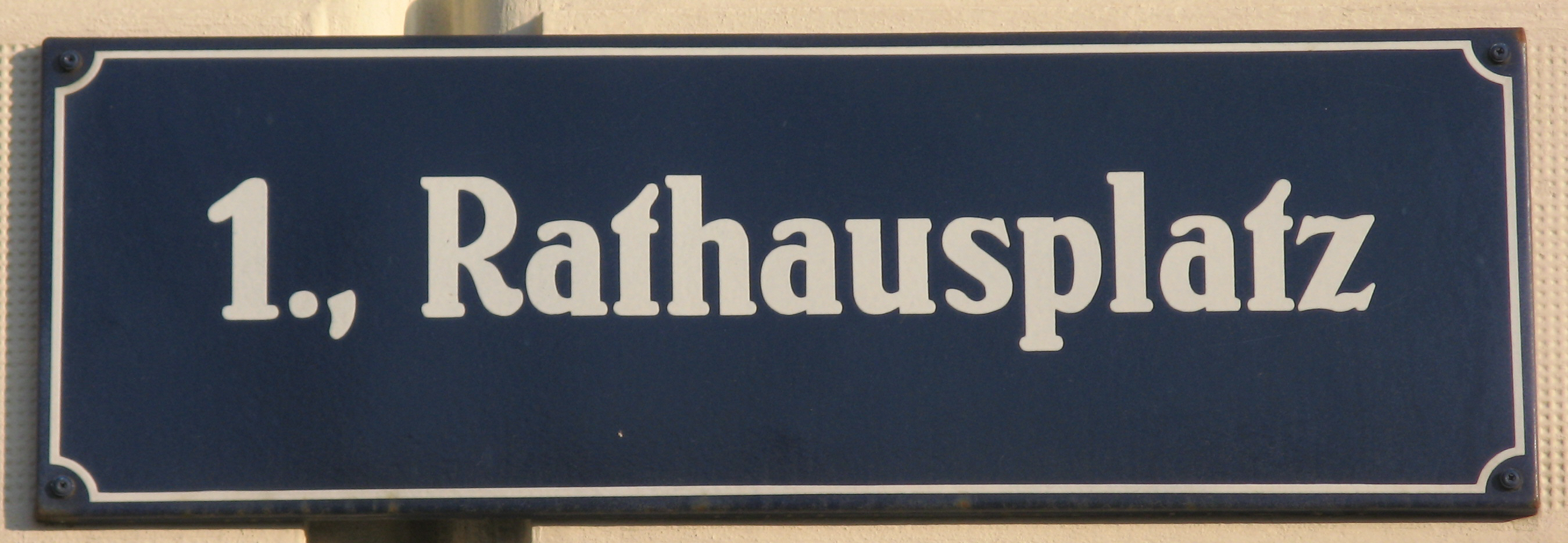
라트하우스 광장 표지판

라트하우스 광장(독일어: Rathausplatz 라트하우스플라츠[*]→시청광장)은 오스트리아 빈 인네레슈타트에 있는 광장이다. 광장의 명칭은 빈 시청 (라트하우스)에서 따온 것이다.

## 개요
광장 맞은 편에는 1888년에 완성된 부르크 극장이있다. 라타우스 광장 연중 다양한 행사가 개최되고 있다. 1991년부터 매년 7월부터 8월까지 야외 상영 영화제 빈 라타우스 광장 영화제가 열리고 있으며, 클래식 음악을 중심으로 한 영화가 매일 밤 무료로 상영된다. 크리스마스 이전 시기에는 전통적인 크리스마스 시장이 열리고, 1월 중순부터 3월 초까지 비너 아이스트라움이라는 이름으로 스케이트장이 개장한다. 또한 음악 · 연극 등 문화 축제인 비너 페스트보헨도 열린다. 영화제, 크리스마스 시장, 비너 아이스트라움 등의 경우에는 시청이 라이트업되어 방문 시민과 관광객의 눈을 즐겁게 한다.

## 갤러리

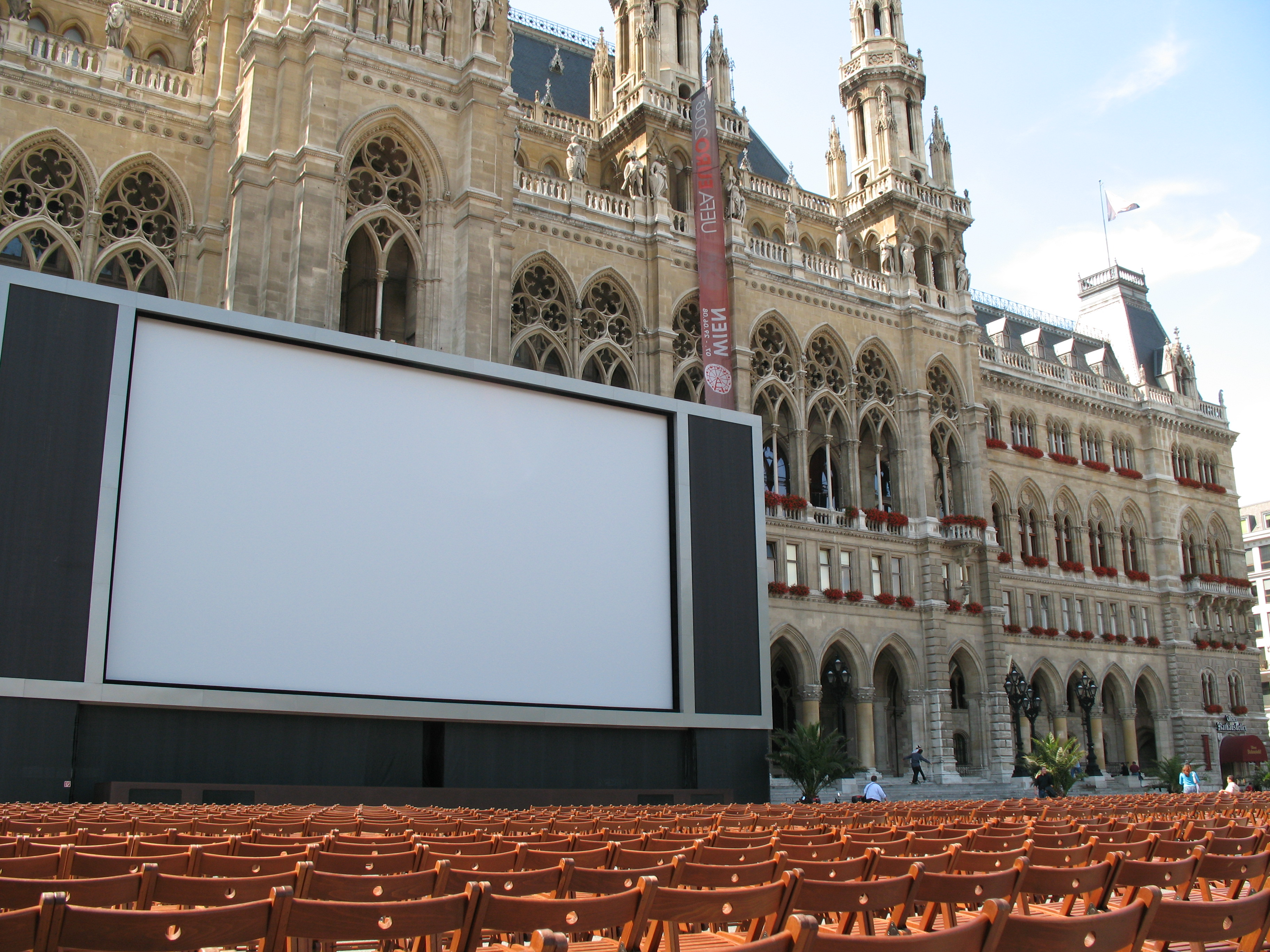
영화제가 열리는 광장
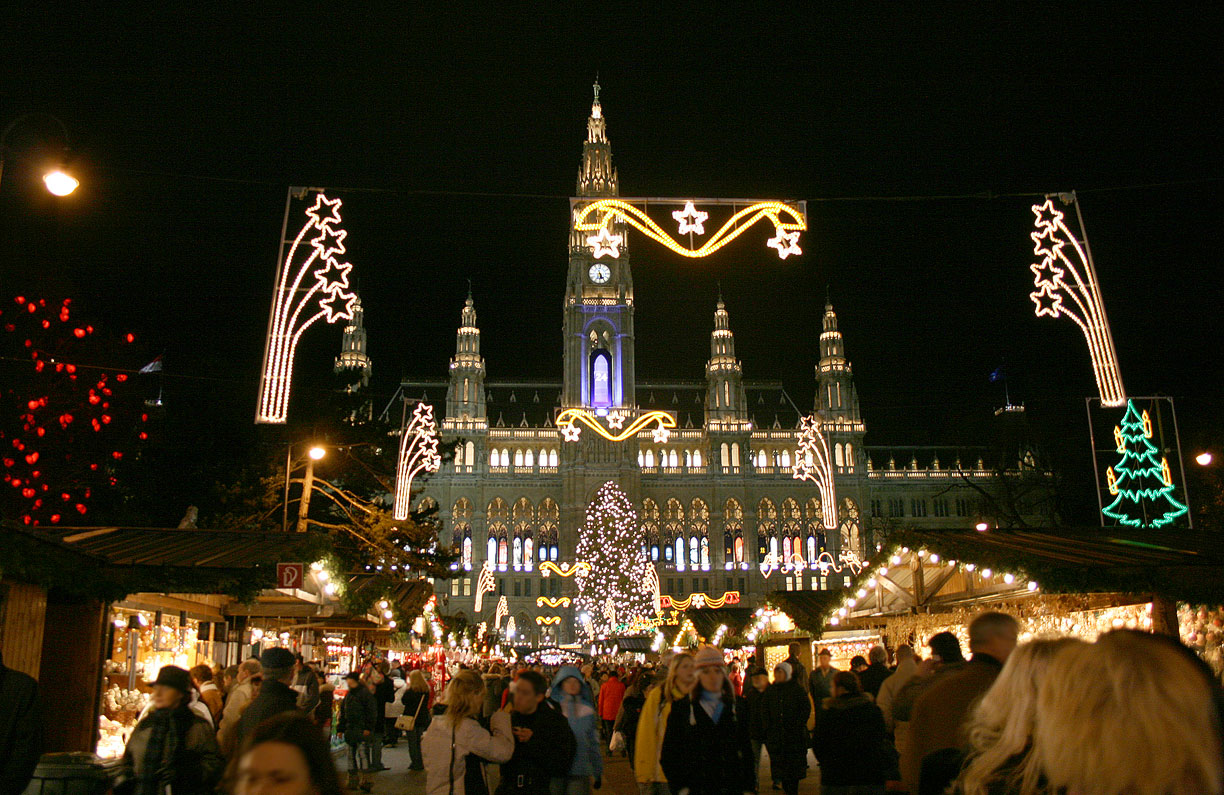
크리스마스 시장
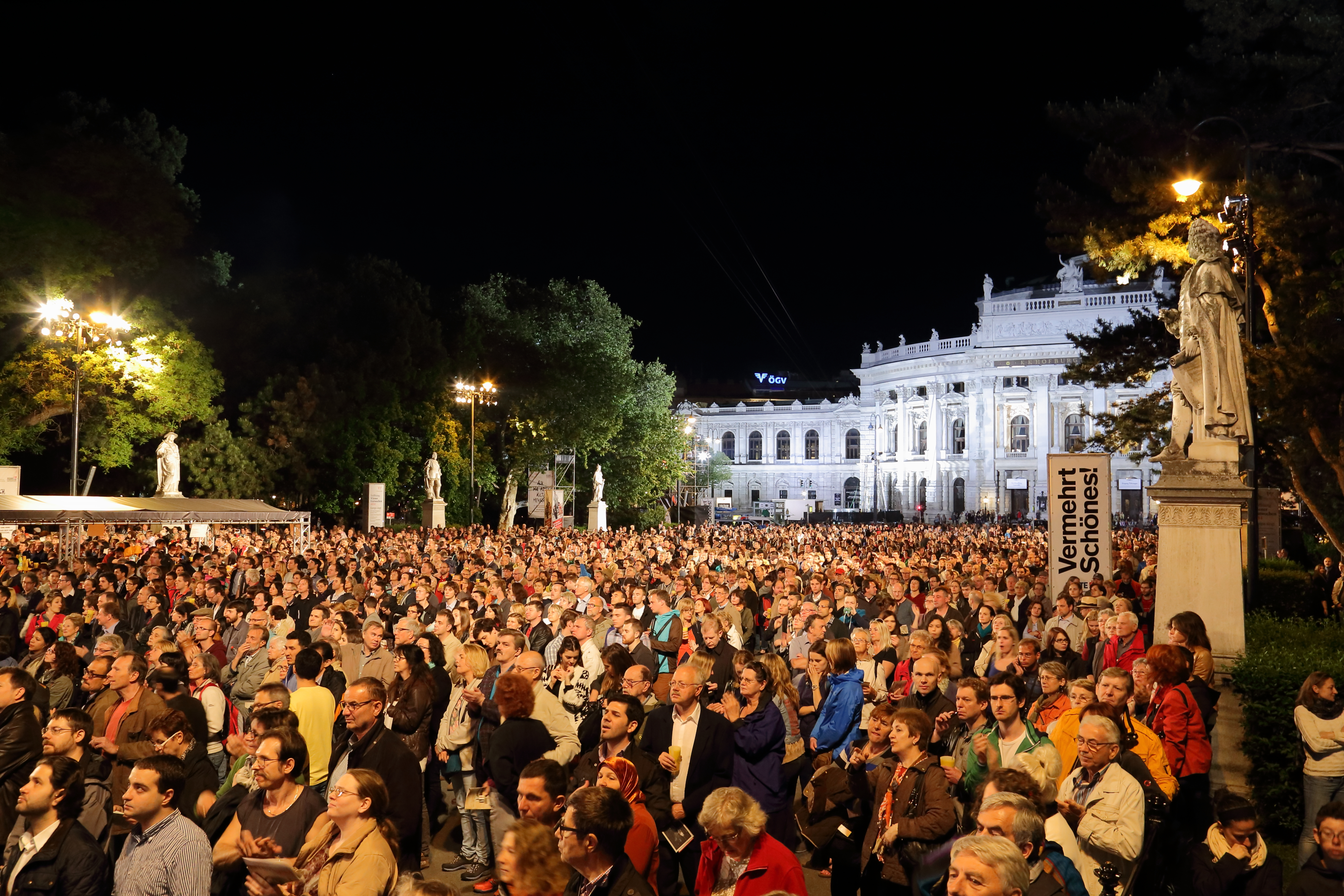
비너 페스트보헨